# Dianthus dilepis
Dianthus dilepis är en nejlikväxtart som beskrevs av K. H. Rechinger. Dianthus dilepis ingår i släktet nejlikor, och familjen nejlikväxter. Inga underarter finns listade i Catalogue of Life.